# Žitište
Žitište (cyr. Житиште) – miasto w Serbii, w Wojwodinie, w okręgu środkowobanackim, siedziba gminy Žitište. Leży w regionie Banat. W 2011 roku liczyło 2903 mieszkańców.